# Globba marantina
Globba marantina là một loài thực vật có hoa trong họ Gừng. Loài này được L. mô tả khoa học đầu tiên năm 1771.

## Hình ảnh

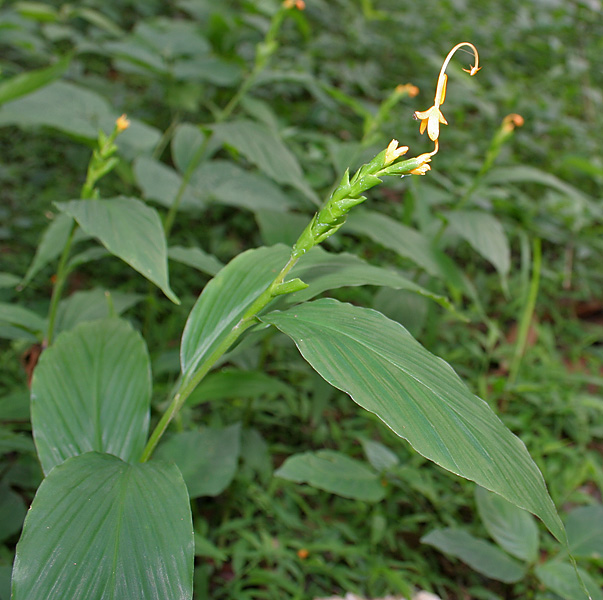
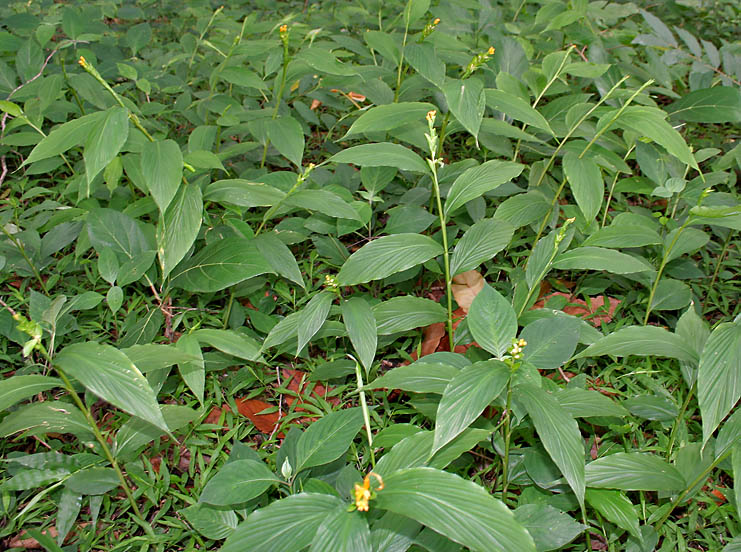
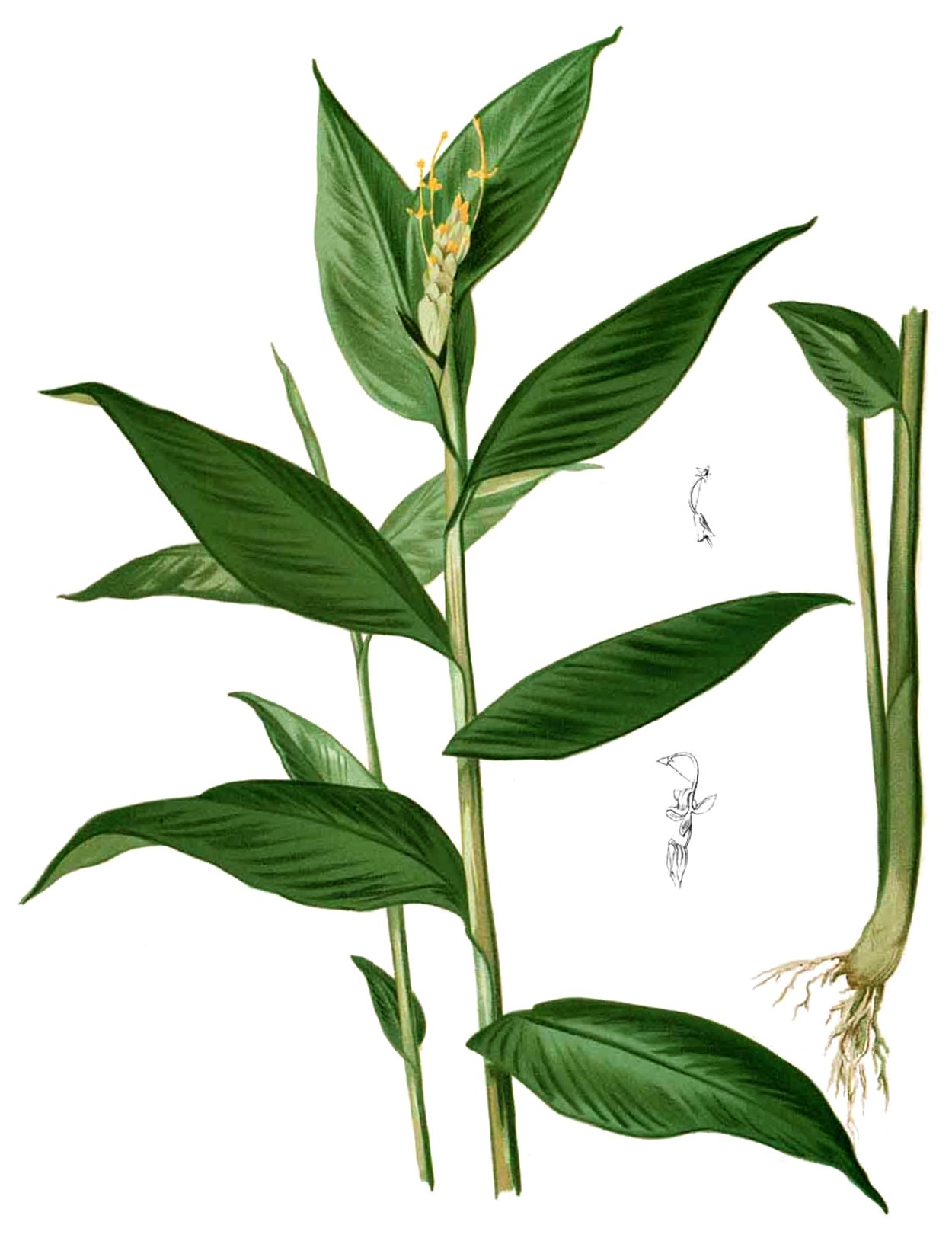
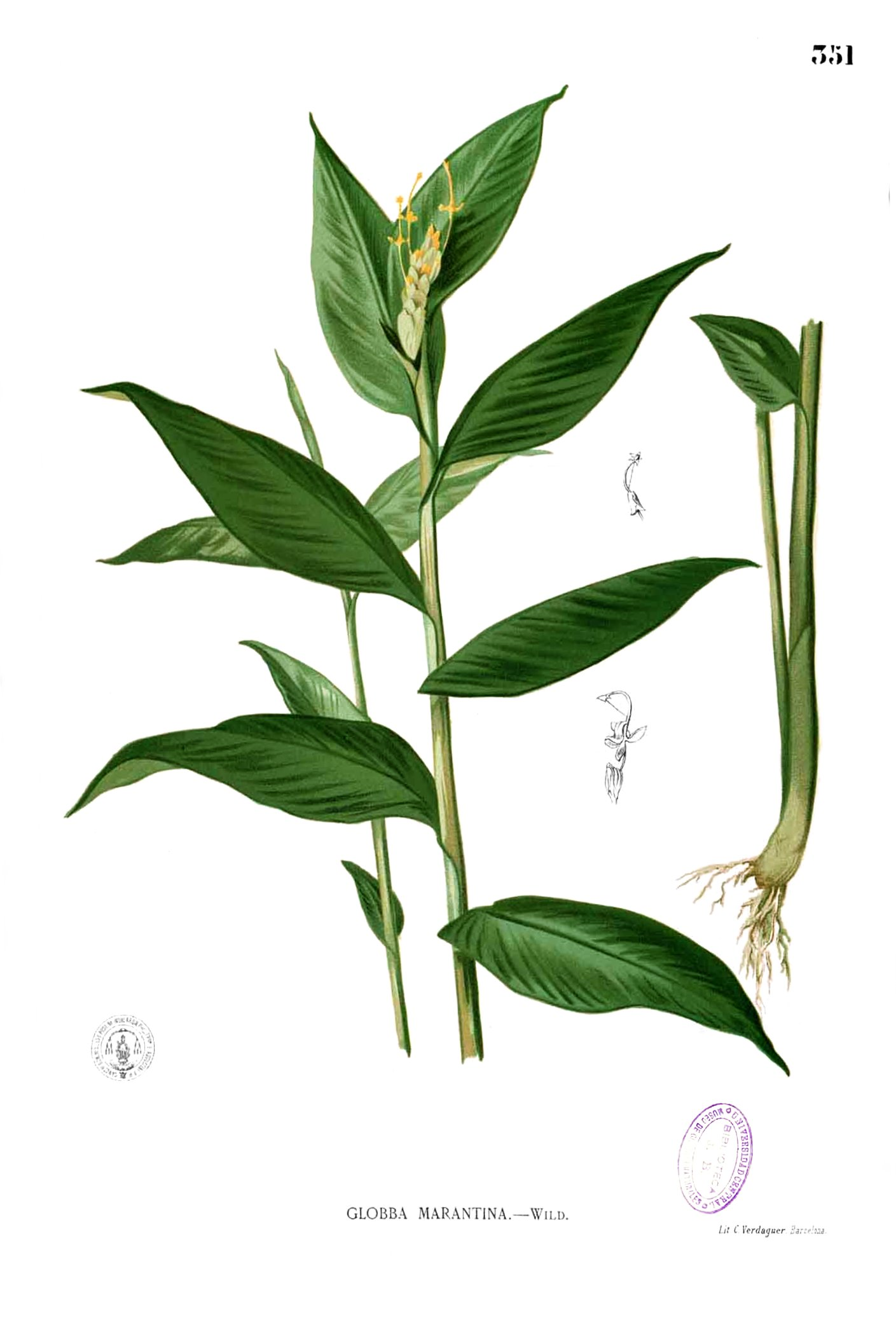